# Viaducto La Polvorilla
Das Viaducto La Polvorilla ist das bekannteste der Viadukte des Ramal C-14, des argentinischen Streckenabschnitts der Bahnstrecke Salta–Antofagasta zwischen Salta und Socompa. Der Tren a las nubes (Zug zu den Wolken) verkehrt auf einem Teil der Strecke und überquert das Viadukt.
Das Viadukt steht auf 4200 m Höhe in der eingleisigen Strecke, die zu ihrem nur wenige Kilometer entferntem Scheitelpunkt ansteigt. Sie ist etwa 17 Straßenkilometer oder 21,5 Streckenkilometer von dem auf 3775 m Höhe liegenden San Antonio de los Cobres entfernt.
Das in einer Kurve stehende stählerne Gerüstpfeilerviadukt ist 224 m lang. Das Gleis liegt 63 m über der Ruta Nacional 40, die hier eine schmale Schotterpiste in einem engen, weitgehend kahlen Tal ist. Auf beiden Seiten neben dem Gleis sind schmale Notwege mit einem Geländer montiert.
Der Gleisträger besteht aus zwei Vollwandträgern, die durch waagrechte Windverbände ausgesteift sind. Diese Träger überspannen 7 jeweils 20 m weite Öffnungen und 6 jeweils 14 m breite Gerüstpfeiler.
Für die Touristen des Tren a las nubes wurde am östlichen Ende der Brücke eine Plattform gebaut, auf der Souvenirs angeboten werden.
Die Bahnstrecke wurde ab 1921 von dem US-amerikanischen Ingenieur Richard Maury für die Erschließung der örtlichen Borax-Vorkommen geplant und gebaut. Die Fertigstellung wurde aber immer wieder durch politische und finanzielle Probleme unterbrochen.
Das Viadukt wurde zwischen 1930 und 1932 gebaut, jedoch erst 1938 in Betrieb genommen. Die rund 1600 t Stahl für die Brücke wurden vom Cantiere Navale Triestino der Cosulich-Familie in Italien produziert, nach Buenos Aires verschifft und 1600 km über Land zu Baustelle transportiert.